# Святополк-Мирський Дмитро Іванович
Князь (від 1861) Дмитро́ Іва́нович Святопо́лк-Ми́рський (рос. Дмитрий Иванович Святополк-Мирский; 1825, Санкт-Петербург — 1899, Ніцца) — російський військовий і державний діяч, генерал від інфантерії (30.08.1873), генерал-ад'ютант (16.06.1866).
Член Державної ради Російської імперії. Дійсний член і почесний голова Кавказького відділення Російського географічного товариства.

## Життєпис
Народився в родині Івана Семеновича Святополк-Мирського і Марціани Савеліївни, уродженої Ностіц-Ясковської. Мав братів Володимира (1823—1861) і Миколу (1833—1898), а також сестру Катерину (? -1879).

### Велика Кавказька війна
Військову службу розпочав у 1841 році на Кавказі юнкером у єгерському генерал-ад'ютанта князя Чернишова полку. За участь в бойових діях проти чеченців і дагестанців 1 січня 1845 року був проведений в унтер-офіцери і 12 квітня того ж року нагороджений знаком відзнаки військового ордена.
1 липня 1845 року за відзнаку при штурмі Андійських височин під час даргінського походу отримав військове звання прапорщика. У кампанії 1846 року з січня по вересень входив до складу гарнізону Куринського укріплення і неодноразово брав участь у бойових діях проти військ імама Шаміля.
З травня 1847 року перебував під орудою генерал-майора Р. К. Фрейтага, брав участь у боях біля фортець Грізної і Воздвиженської, за відзнаку проведений у підпоручики (14 вересня) і поручики (6 грудня).
Протягом січня-лютого 1848 року у складі загону Р. К. Фрейтага брав участь у бойових діях в Малій Чечні; з квітня того ж року перебував у відрядженні в Дагестанському загоні, з яким брав участь в облогових роботах поблизу аулу Гергебіль. 23 червня під час руху колони генерал-майора Е. В. Бріммера був поранений в груди з пошкодженням правої легені.
У кампаніях 1849 — початку 1850 років також неодноразово бував у походах і перестрілках з горцями. 25 червня 1850 року підвищений у званні до штабс-капітана (зі старшинством від 31 березня 1849 р.).
З 17 лютого 1850 року обіймав посаду ад'ютанта начальника штабу військ на Кавказі генерал-ад'ютанта П. Є. Коцебу, до кінця року перебував у Тифлісі. У кампанії 1851 року протягом січня-березня знаходився на лівому фланзі Кавказької лінії, був у боях проти Хаджі-Мурата, Талгіка і Шаміля, за відзнаку 18 червня був підвищений у званні капітана (зі старшинством від 8 січня).
Наступного року брав участь у бойових діях проти горців на річці Мічіко. 2 червня 1852 року проведений в майори і 29 вересня призначений ад'ютантом головнокомандувача окремим Кавказьким корпусом князя М. С. Воронцова, перебував у безпосередньому підпорядкуванні у князя А. І. Барятинського, з яким у 1853 році провів повторну бойову експедицію на річку Мічіко. За відзнаку проти горців 9 січня 1853 року проведений у підполковники (зі старшинством від 2 лютого 1853 р.).

### Кримська війна
Під час Кримської війни, як ад'ютант головнокомандувача окремим Кавказьким корпусом, перебував в Александропольському загоні і брав участь в боях біля Баяндуру і Курюк-Дара.
У жовтні 1854 року був переведений у Тенгінський піхотний полк, але прослужив у ньому недовго. Після призначення М. М. Муравйова головнокомандувачем на Кавказі, Д. І. Святополк-Мирський публічно виступив опонентом останнього, написавши йому гучного листа на захист О. П. Єрмолова і «єрмоловських порядків».
Вимушений покинути Кавказ, Д. І. Святополк-Мірський протягом 1855 року знаходився в Криму у складі Азовського піхотного полку. У битві з англо-французькими військами на Чорній річці був поранений в грудну клітину з пошкодженням лівої легені, проте залишився в строю і був призначений командиром 2-го батальйону Одеського єгерського полку.
19 листопада 1855 року підвищений до звання полковника (зі старшинством від 20 серпня того ж року), 11 вересня призначений командиром піхотного генерал-фельдмаршала Дибича-Забалканського полку.

### Повернення на Кавказ
Після закінчення Кримської війни Д. І. Святополк-Мирський повернувся на Кавказ. З 6 вересня 1857 року командував Кабардинським полком, з яким провів кампанію 1858 року у нагірній частині Чечні і 12 липня 1858 року був призначений начальником Кумикського округу із залишенням на посаді командира полку.
12 квітня 1859 року проведений у генерал-майори і призначений начальником штабу військ у Прикаспійському краї, тоді ж був зарахований до свити Його Величності.
У кампанії проти горців 1859 року очолював похідний штаб Дагестанського загону генерал-ад'ютанта барона О. Є. Врангеля і взяв участь у взятті штурмом аулу Гуніб.
Після полонення Шаміля і підкорення Східного Кавказу був помічником командувача військами Кубанської області, брав участь у походах на річки Кубань і Убін.
21 вересня 1861 року підвищений у званні до генерал-лейтенанта і призначений начальником Терської області.
З 1863 по 23 квітня 1867 року обіймав посаду Кутаїського генерал-губернатора. На цій посаді йому вдалося придушити обурення горців в Абхазії, виграти Кбаадську битву і ввести у тільки-но підкореному краї новий адміністративний і судовий устрій.
У 1875 році призначений помічником Кавказького намісника великого князя Михайла Миколайовича. Під час російсько-турецької війни 1877—1878 років перебував при головнокомандувачі Кавказькою армією і брав діяльну участь у плануванні і проведенні штурму Карсу.

### Останні роки
У 1880 році Д. І. Святополк-Мирський був призначений членом Державної ради Російської імперії. Протягом 1881—1882 років виконував обов'язки командувача військами Харківського військового округу і тимчасового Харківського генерал-губернатора.
Помер у Ніцці (Франція). Похований у своєму маєтку Гиївка (нині — в межах міста Люботин Харківської області).

## Нагороди
- Георгіївський хрест (1845);
- Орден Святого Володимира 4-го ступеня (1848);
- Орден Святої Анни 3-го ступеня (1849);
- Орден Святої Анни 2-го ступеня (1854);
- Орден Святого Георгія 4-го ступеня (1856);
- Орден Святої Анни 1-го ступеня (1859);
- Орден Святого Володимира 3-го ступеня (1860);
- Орден Святого Володимира 2-го ступеня (1861);
- Орден Білого Орла (1863);
- Орден Святого Олександра Невського (1866);
- Орден Святого Георгія 2-го ступеня (1877);
- Орден Святого Володимира 1-го ступеня (1879);
- Орден Андрія Первозванного (1895).

## Родина
Дмитро Іванович був одружений з Софією Яківною, уродженою княжною Орбеліані (1831—1879).
У подружжя було четверо дітей: Ніна (1852—1926, одружена з генералом від інфантерії В. О. Деном), Марія (1853—1889, одружена з генерал-майором І. М. Орбеліані), Петро (1857—1914 , міністр внутрішніх справ), Ольга (? -1898) (одружена з генералом від інфантерії О. А. Барятинським).